# Aarne Salonen
Aarne Salonen (18 de febrero de 1900-24 de agosto de 1974) fue un actor, director teatral, cantante y letrista finlandés. Como cantante, fue también conocido como Matias Arne.

## Biografía
Su nombre completo era Aarne Matias Salonen, y nació en Tampere, Finlandia. 
Inició su carrera en el Teatro de Tampere, aunque posteriormente trabajó en otros locales. En 1926 sustituyó a Anton Soini como director del Työväen Teatteri de Helsinki, a la vez que trabajaba como actor y director. En 1927 Salonen incorporó a dicho teatro al actor Tauno Palo, que entonces tenía 18 años, y que siguió cinco años en la empresa. Salonen abandonó el Työväen Teatteri en el año 1930, pasando como actor al Teatro de Pori.
Más adelante, en la década de 1940, Salonen trabajó como actor de reparto en diferentes producciones cinematográficas.
Aarne Salonen también fue cantante, siendo solista de las orquestas Dallapé y Columbus, entre otras. En 1929, junto a Urho Walkama, fue solista de Dallapé en un viaje del grupo a Berlín, grabando la banda cincuenta temas bajo el nombre de Kansanorkesteri. Uno de los temas grabados fue la canción obrera Köyhälistön marssi.
Aarne Salonen falleció en Helsinki, Finlandia, en el año 1974.

## Filmografía
- 1936 : VMV 6
- 1942 : Onni pyörii
- 1942 : August järjestää kaiken
- 1943 : Synnitön lankeemus
- 1943 : Nuoria ihmisiä
- 1944 : Herra ja ylhäisyys
- 1945 : Tähtireportterit tulevat